# Ciclina G1
La ciclina G1 (CCNG1) es una proteína codificada en humanos por el gen CCNG1.
El ciclo celular eucariota es gobernado por proteínas quinasas dependientes de ciclinas Cdks, cuya actividad está regulada por ciclinas e inhibidores de Cdks. CCNG1 es una proteína que pertenece a la familia de las ciclinas y contiene una caja ciclina, pero no posee la secuencia desestabilizadora de proteínas (PEST), que está presente en otros miembros de la familia. La activación transcripcional de este gen puede ser inducida por la proteína p53. Se han descrito dos variantes transcripcionales que codifican la misma proteína.

## Interacciones
La proteína CCNG1 ha demostrado ser capaz de interaccionar con:
- P16[4]
- Mdm2[4]
- PPP2R4[5]
- p53[4]